# Джуен

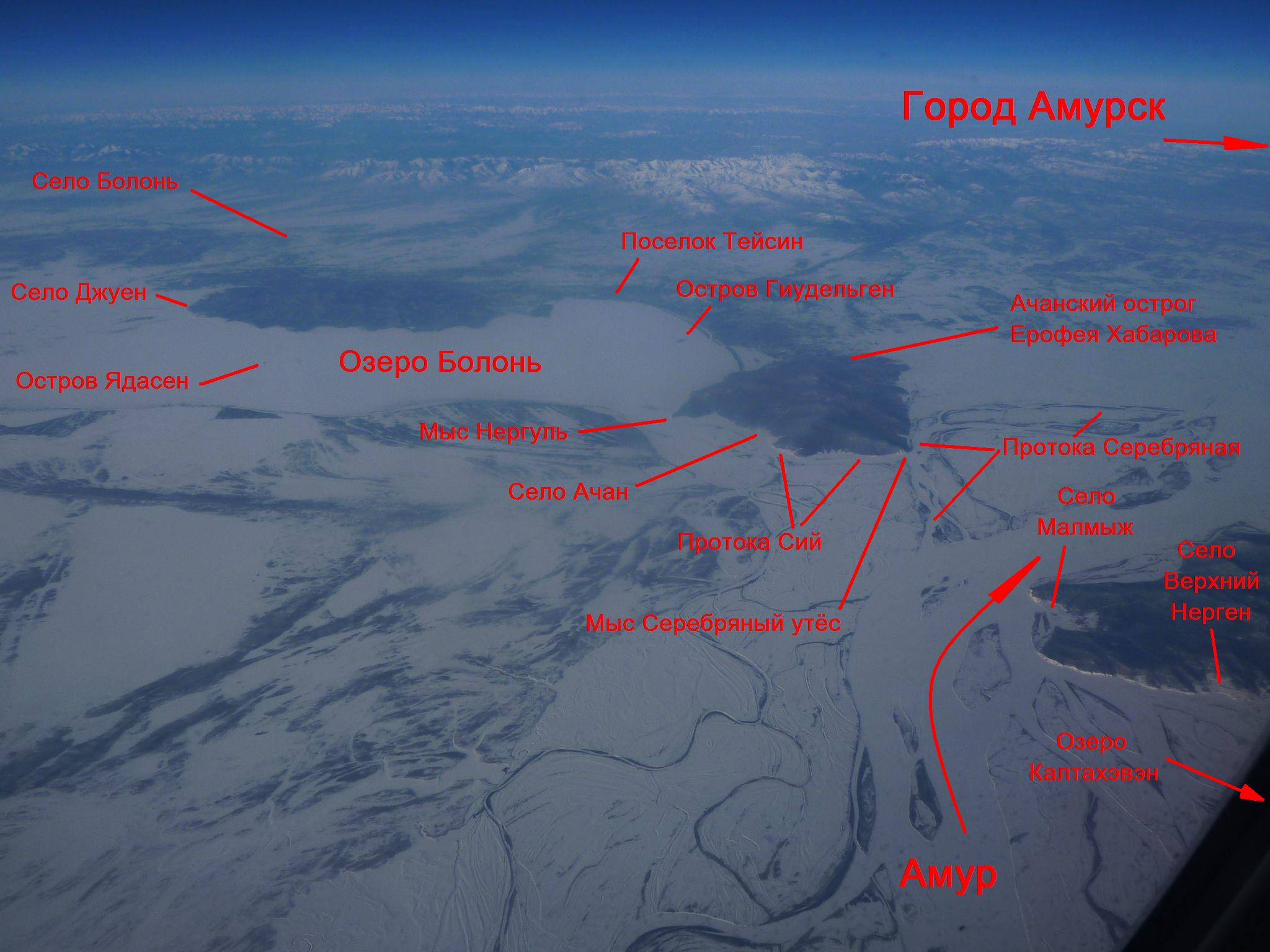
Озеро Болонь с окрестностями, аэрофотоснимок.

Джуе́н — село в Амурском районе Хабаровского края. Административный центр и единственный населённый пункт сельского поселения «Село Джуен».
Село Джуен приравнено к районам Крайнего Севера.

## География
Село Джуен стоит на западном берегу озера Болонь.
Дорога к селу Джуен идёт на запад от села и станции Болонь, расстояние 10 км. Других автомобильных дорог в тех местах, можно сказать, нет.

## История
21 июня 1934 года Джуенский с/с был передан из Комсомольского района в Нанайский район.
4 ноября 1954 года Джуенский с/с был возвращён в Комсомольский район.
14 февраля 1963 года Джуенский с/с вошёл в Комсомольский сельский район, а 14 января 1965 года он был передан в Амурский район.
В 1992 году Джуенский сельсовет был преобразован в администрацию села Джуен, а в 2004 году в сельское поселение «Село Джуен».

## Население
Население по данным 2011 года — 458 человек.
| 1992 | 2002 | 2010 | 2011 | 2012 | 2013 | 2014 |
| ---- | ---- | ---- | ---- | ---- | ---- | ---- |
| 429  | ↗514 | ↘461 | ↘458 | ↘451 | ↘439 | →439 |
| 2015 | 2016 | 2017 | 2018 | 2019 | 2020 | 2021 |
| ↘434 | ↘432 | ↘405 | ↗407 | ↗413 | ↗418 | ↗517 |